# Bertemu
Bertemu album Hajasibara Megumi hetedik nagylemeze, mely 1996. november 1-jén jelent meg a King Records kiadó jóvoltából. Az albumon olyan híres animék dalai szerepelnek, mint például a Slayers, Blue Seed, vagy a Neon Genesis Evangelion. Két kiadása van, az egyik a sima CD, másik meg egy limitált kiadás, ahol a CD mellé egy keményfedeles képeskönyv jár. Az album nagyon sikeres volt Japánban, több, mint 200 000 példányszámban kelt el, és eljutott a japán lemezeladási lista harmadik helyéig.

## Dalok listája
| #   | Cím                                         | Hossz   |
| --- | ------------------------------------------- | ------- |
| 1.  | Give a Reason                               | 4:27    |
| 2.  | Touch Yourself                              | 5:08    |
| 3.  | Hanarete Itemo                              | 4:14    |
| 4.  | Zankoku no Tensi no These (Ajanami Version) | 4:16    |
| 5.  | Midnight Blue                               | 5:43    |
| 6.  | Macuri Uta                                  | 4:23    |
| 7.  | Sakunecu no Koi                             | 3:59    |
| 8.  | Life                                        | 4:05    |
| 9.  | Fly Me to the Moon (Ajanami Version)        | 4:31    |
| 10. | Shining Girl                                | 4:13    |
| 11. | Nostalgic Lover                             | 4:28    |
| 12. | Too Late (New Version)                      | 4:33    |
| 13. | Going History                               | 4:34    |
| 14. | Cheris Christmas                            | 5:30    |
|     |                                             | 1:04:04 |

## Albumból készült kislemezek
- Midnight Blue (1995. július 21.)
- Going History (1995. december 6.)
- Give a Reason (1996. április 24.)
- Kagirinai Jokubó no Nakani (1996. május 22.)